# STS-3xx
STS-3xx로 지정된 우주 왕복선 임무 또는 공식적으로 LON(Launch On Need) 임무는 왕복선이 손상되어 성공적인 재진입이 불가능한 것으로 간주되는 우주 왕복선 승무원을 구출하기 위해 수행되는 구조 임무였다. 미션 컨트롤이 현재 비행 중인 궤도선의 열 차폐 타일과 강화된 탄소-탄소 패널이 사용 가능한 궤도 수리 방법의 수리 능력을 넘어서 손상되었다고 판단한 경우 이러한 임무가 수행된다. 이러한 임무는 주문형 발사(Launch on Demand, LOD) 및 비상 셔틀 승무원 지원(Contingency Shuttle Crew Support)이라고도 한다. 이 프로그램은 2003년 우주왕복선 컬럼비아호의 공중분해 이후 시작되었다. 우주왕복선 계획 중에는 이러한 유형의 임무가 시작되지 않았다.

## 절차
차후에 계획된 임무를 수행할 예정이었던 궤도선과 승무원 4명은 구조 임무에 다시 배정된다. 구조 비행을 위한 계획 및 훈련 과정을 통해 NASA는 요청 후 40일 이내에 임무를 시작할 수 있다. 그 기간 동안 손상된(또는 장애가 있는) 우주선의 승무원은 국제 우주 정거장(ISS)으로 피신해야 한다. ISS는 산소 공급이 제한 요소인 상황에서 약 80일 동안 두 승무원을 모두 지원할 수 있다. NASA 내에서는 ISS에서 우주선 승무원을 유지하기 위한 이 계획을 비상 셔틀 승무원 지원(CSCS) 운영이라고 한다. STS-121까지 모든 구조 임무는 STS-300으로 지정되었다.
우주선이 ISS 궤도에 도달할 수 없고 열 보호 시스템 검사 결과 우주선이 안전하게 지구로 돌아올 수 없었다고 판단되는 궤도 중단의 경우, ISS는 다음을 충족하기 위해 하강할 수 있었을 수 있다. 이러한 절차는 공동 저속 회복(joint underspeed recovery)으로 알려져 있다.
| 화물                | 구조 비행            |
| ------------------- | -------------------- |
| STS-114 (Discovery) | STS-300 (Atlantis)   |
| STS-121 (Discovery) | STS-300 (Atlantis)   |
| STS-115 (Atlantis)  | STS-301 (Discovery)  |
| STS-116 (Discovery) | STS-317 (Atlantis)   |
| STS-117 (Atlantis)  | STS-318 (Endeavour)  |
| STS-118 (Endeavour) | STS-322 (Discovery)  |
| STS-120 (Discovery) | STS-320 (Atlantis)   |
| STS-122 (Atlantis)  | STS-323 (Discovery*) |
| STS-123 (Endeavour) | STS-324 (Discovery)  |
| STS-124 (Discovery) | STS-326 (Endeavour)  |
| STS-125 (Atlantis)  | STS-400 (Endeavour)  |
| STS-134 (Endeavour) | STS-335 (Atlantis)   |

* – 원래는 Endeavour로 예정되어 있었지만 오염 문제로 인해 Discovery로 변경되었다.
무게를 줄이고 두 왕복선의 승무원이 안전하게 지구로 돌아올 수 있도록 하려면 많은 지름길을 만들어야 하며 이전 궤도선을 무력화시킨 오류를 해결하지 않고 다른 궤도선을 발사할 위험을 줄여야 한다.

## 비행 하드웨어

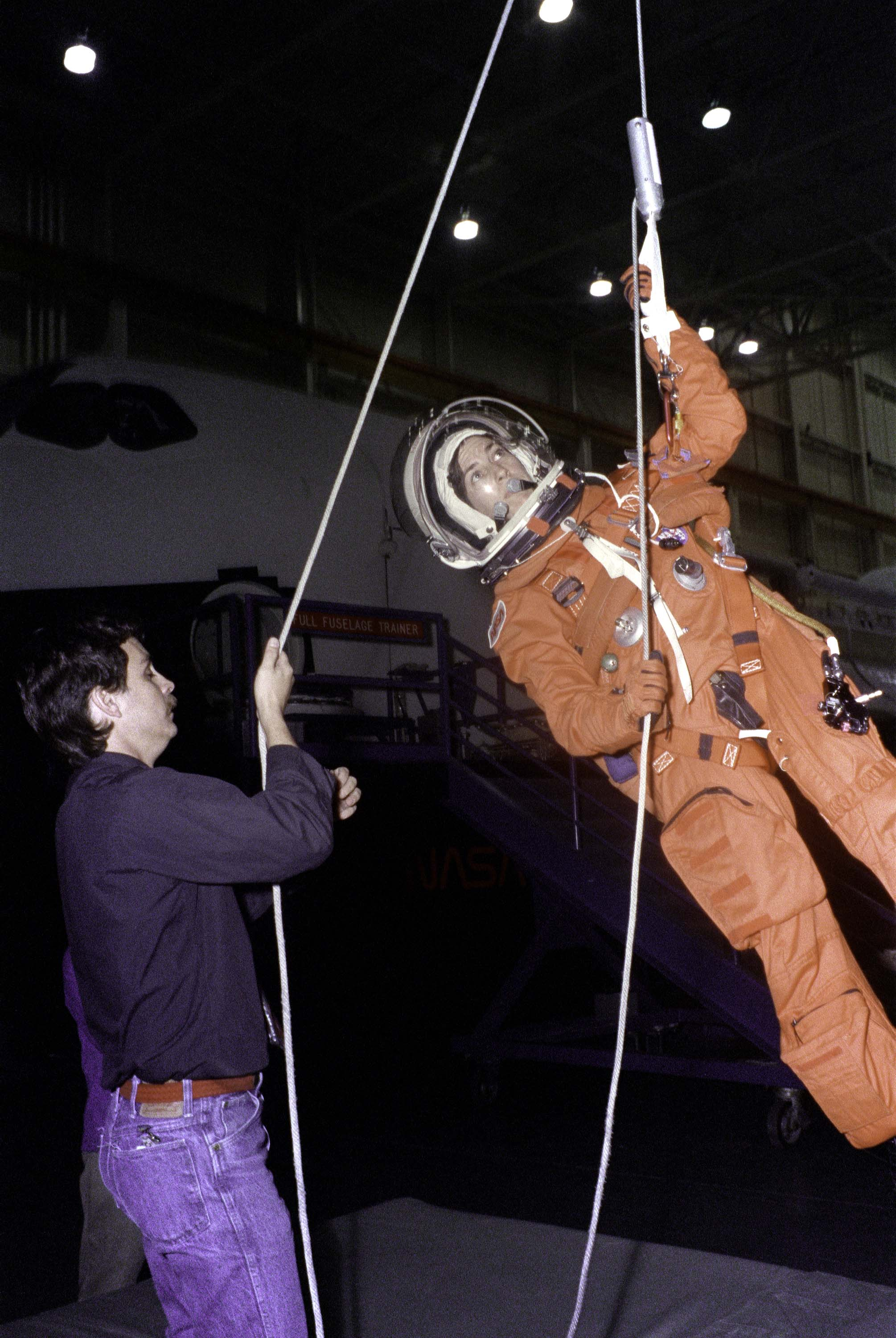
스카이 지니 출구 장치로 훈련하는 모습

구조 임무를 준비하기 위해 다음과 같은 LON(Launch on Need) 비행 하드웨어가 제작되었다.
- 후방 중앙 데크(도랑 지역)에 추가로 3개의 기댈 좌석 배치
- 도랑 지역의 우현 벽에 위치한 두 개의 손잡이
- 개별 냉각 장치 장착 규정
- 기댄 자세로 올바르게 고정하기 위한 좌석 5 수정
- 4개의 추가 스카이 지니(Sky Genie) 출구 장치에 대한 장착 규정(그림 참조)
- 3개의 추가 랜야드를 위한 탈출 폴 장착 규정[8]

## STS-335
STS-134는 셔틀 프로그램의 마지막 예정 비행이었다. 이후에는 더 이상 계획이 없었기 때문에 이 비행의 LON 임무 역할을 하는 STS-335라는 특수 임무가 개발되었다. 이것은 허리케인 카트리나로 인한 피해를 입은 후 개조된 ET-122와 애틀랜티스를 결합했을 것이다. 다음 임무가 없기 때문에 STS-335는 스테이션을 보충하기 위한 보급품으로 가득 찬 다목적 물류 모듈도 운반한다.
미국 상원은 2010년 8월 5일에 STS-135를 정기 비행으로 승인했고, 2010년 9월 29일에 하원이 승인했으며, 나중에 2010년 10월 11일에 오바마 대통령이 서명했다. 그러나 임무를 위한 자금은 후속 예산 법안에 따라 결정되었다.
그럼에도 불구하고 NASA는 최종 LON(Launch On Need) 임무인 STS-335를 2011년 1월 20일에 작전 임무(STS-135)로 전환했다. 2011년 2월 13일 프로그램 관리자는 직원들에게 STS-135가 자금에 "관계없이" 비행할 것이라고 말했다. 지속적인 해결을 통해 상황을 설명한다. 마침내 2011년 4월 중순에 승인된 미국 정부 예산은 우주 왕복선과 우주 정거장 프로그램을 포함하여 NASA의 우주 작전 부서에 55억 달러를 요구했다. NASA에 따르면 2011년 9월 30일까지 진행되는 예산으로 STS-135 임무 자금 조달에 대한 모든 우려가 사라졌다.
STS-134의 성공적인 완료로 STS-335는 불필요해졌고 STS-134가 근처 셔틀 착륙 시설에 착륙하면서 아틀란티스가 롤아웃하는 동안 LC-39A에 가까워지면서 STS-135에 대한 발사 준비가 계속되었다.
STS-135의 경우 구조 임무에 사용할 수 있는 셔틀이 없었다. 국제 우주 정거장에 남아 있던 4명의 승무원이 내년에 한 명씩 소유즈 우주선에 탑승하여 돌아오는 다른 구조 계획이 고안되었다. 그 우발 상황은 필요하지 않았다.